# Jakob Nussbaum

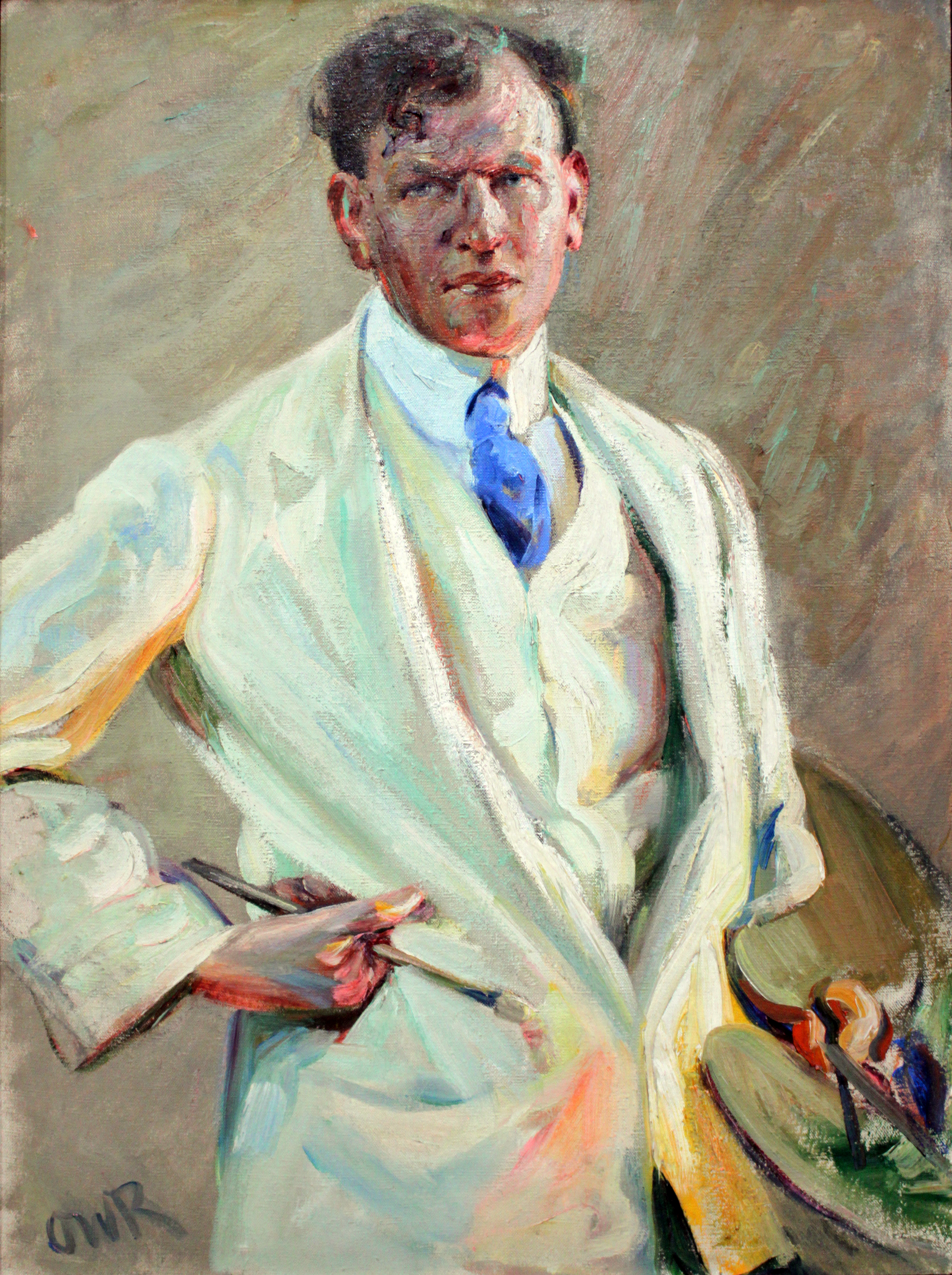
Bildnis des Malers Jakob Nussbaum von Ottilie Roederstein, 1909

Jakob Nussbaum (geboren 8. Januar 1873 in Rhina; gestorben 19. Dezember 1936 in Kinneret am See Genezareth in Mandatsgebiet Palästina) war ein Maler des deutschen Impressionismus. Neben Paul Klimsch war er einer von zwei Frankfurter Künstlern in der Berliner Secession.

## Leben
Nussbaum übte zuerst nach der mittleren Reife auf Wunsch seines Vaters eine kaufmännische Lehre im elterlichen Geschäft in Frankfurt am Main aus. Da er in dieser Zeit bereits seine künstlerischen Neigungen zeigte, durfte er sich im Alter von zwanzig Jahren in München an der Akademie der Bildenden Künste einschreiben. Dort lernte er den ungarischen Künstler Simon Hollósy kennen, der in München eine private Kunstschule betrieb. Mit Hollósy gingen 1896 Nussbaum und einige seiner Münchener Mitschüler nach Siebenbürgen, wo Hollósy eine Malerkolonie in dem kleine Dorf Nagybánya gründete. Dort widmete sich der junge Künstler unter anderem der Freilichtmalerei, die er auch in den folgenden Jahrzehnten pflegte.
1902 kehrte Nussbaum nach Frankfurt am Main zurück und wurde dort als Maler von Porträts, Stillleben und Maler von Landschaften bekannt. Er wurde 1904 Mitglied der Berliner Secession. Nussbaum unternahm mehrere Studienreisen nach Holland, ebenso in den Jahren 1903/1904 nach Tunesien. 1907 hatte er seine erste Ausstellung gemeinsam mit Paul Klimsch, Alfred Oppenheim, Hans Burnitz, Ettore Cosomati, Wilhelm Trübner und anderen Künstlern des Frankfurt-Cronberger-Künstlerbundes. Von Oppenheim besaß er auch eigene Werke, ebenso Druckgrafiken der Berliner Secession.

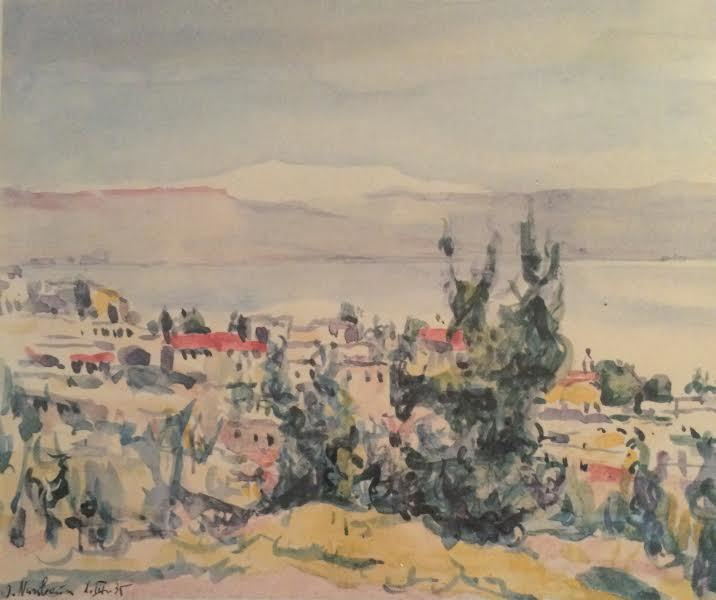
See Genezareth

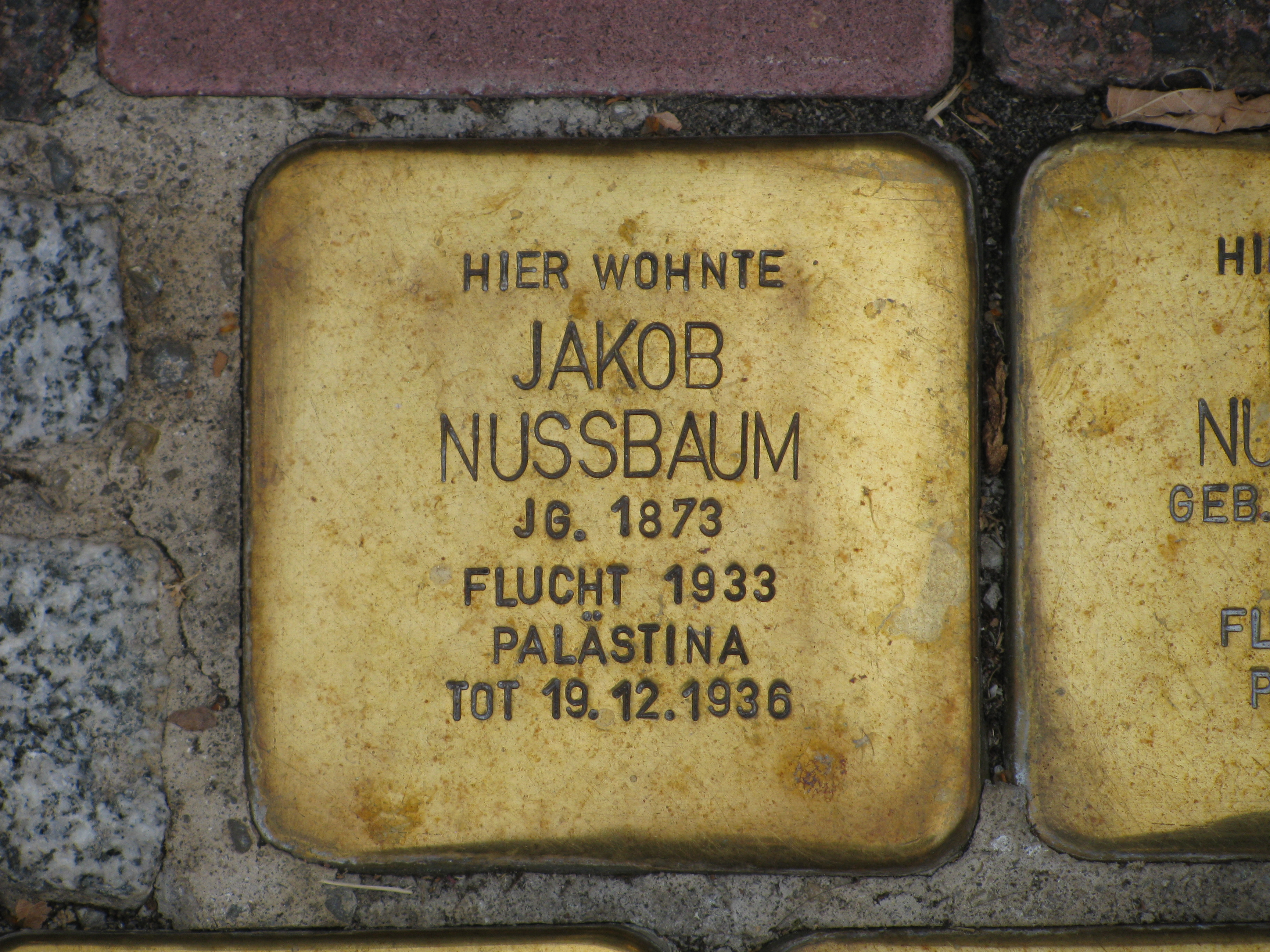
Stolperstein für Jakob Nussbaum

Im Ersten Weltkrieg wurde er als Berichterstatter eingezogen und erstellte mehrere lithografische Blätter von der Westfront. 1917 heiratete er eine recht wohlhabende Frau, die ihm eine materielle Unabhängigkeit verschaffte. Er widmete sich regionalen Motiven, so folgte er seinem Freund und Kollegen Alfred Oppenheim ebenfalls die Alte Brücke vor ihrem Abriss zu malen.
Nussbaum gründete 1922 mit dem Amtsgerichtsrat Ernst Moritz Levy die „Frankfurter Künstlerhilfe“. Diese unterstützte als private Initiative Frankfurter Bürger Frankfurter Künstler, die unter den schwierigen Bedingungen der Nachkriegszeit in Not geraten waren, durch Ankäufe ihrer Werke.
Im Winter 1924/1925 reiste Nussbaum mit seiner Frau über Ägypten nach Palästina und schuf dort zahlreiche Aquarelle und Zeichnungen, die später Grundlage verschiedener Radierungen des Jahres 1925 wurden.
1932 erhielt er eine Berufung als Lehrer an die Frankfurter Städelschule, wurde jedoch als Jude 1933 entlassen. Im gleichen Jahr wanderte er mit seiner Ehefrau nach Palästina aus und ließ sich am See Genezareth nieder. Seine Arbeiten zeigten weiterhin den impressionistischen Stil, obwohl er selbst den deutschen Landschaften nachtrauerte.

## Ausstellungen
- 1973: Jakob Nussbaum, Städel, Frankfurt am Main.
- 2005: Jakob Nussbaum, Retrospektive. 1822-Stiftung der Frankfurter Sparkasse.
- 2018: Jakob Nussbaum, Frankfurter Impressionist. Eine Ausstellung des Jüdischen Museums Frankfurt